# Ailurofobia

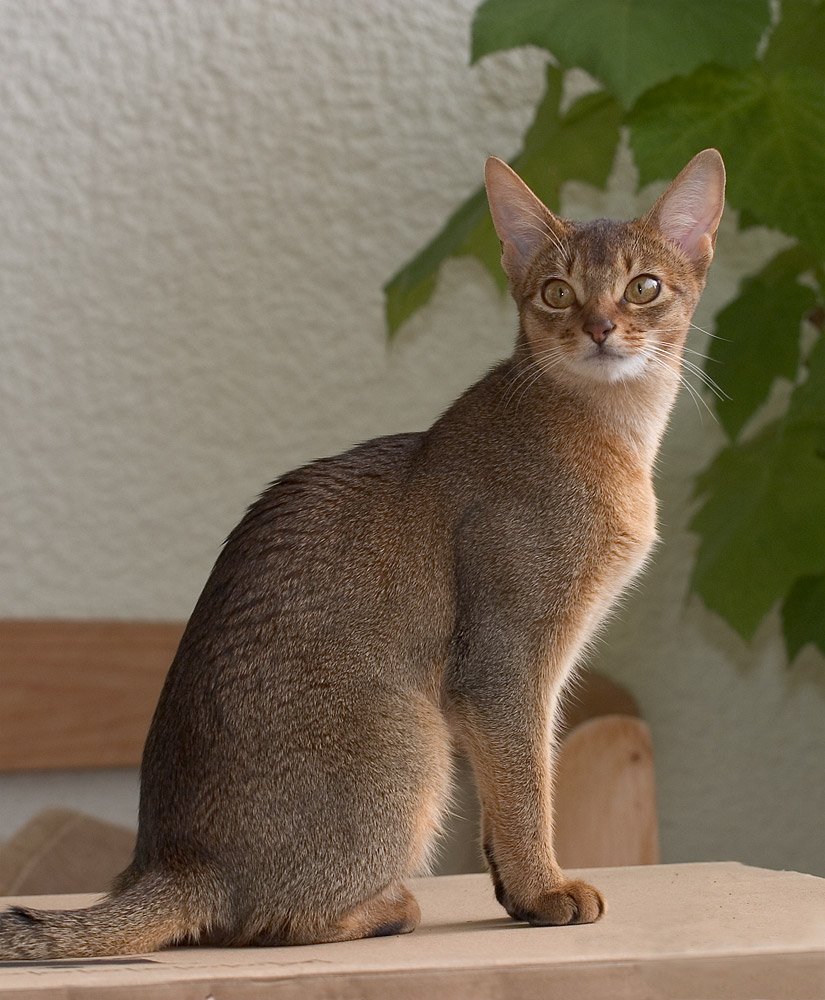
Gato doméstico

La ailurofobia (del griego ailouros, gatos; y phobos, miedo, temor) o gatofobia es un anormal e injustificado miedo a los gatos. La persona con esta fobia no soporta tener cerca a uno de estos animales.
Es una fobia muy común. Durante la Edad Media, los gatos eran asociados a lo sobrenatural, las brujas y al demonio. Hay una creencia que dice que los gatos pueden predecir el tiempo, dándole un aspecto sobrenatural al gato. En algunos casos, la fobia se limita a los gatos negros, que se creían que eran brujas transformadas.
Frente a un gato, las personas con gatofobia pueden comenzar a sudar, tener dificultades respiratorias e incluso tener un ataque de pánico. Mucha gente sufre de este tipo de fobia y se siente incomprendida, ya que los gatos son animales normalmente inofensivos y gran cantidad de gente disfruta con su compañía. El miedo puede remontarse a una mala experiencia con un gato en la primera infancia, una edad impresionable donde un pequeño rasguño de un animal que intentaba defenderse de las manecitas inquietas del niño lo deje a éste marcado sensiblemente.